# ریومی تاناکا
گ
ریومی تاناکا (انگلیسی: Ryomei Tanaka؛ زادهٔ ۱۳ اکتبر ۱۹۹۳) بوکسور اهل ژاپن است.